# (9272) Liseleje
(9272) Liseleje ist ein Asteroid des mittleren Hauptgürtels, der am 19. Mai 1979 von dem dänischen Astronomen Richard Martin West am La-Silla-Observatorium der Europäischen Südsternwarte in Chile (IAU-Code 809) entdeckt wurde. Sichtungen des Asteroiden hatte es schon im September 1976 unter der vorläufigen Bezeichnung 1976 SQ3 am Krim-Observatorium in Nautschnyj gegeben.
Die Rotationsperiode von (9272) Liseleje wurde unter anderem 2015 von Adam Waszczak, Chan-Kao Chang, Eran Ofek et al. untersucht. Die Lichtkurve reichte jedoch nicht zu einer Bestimmung aus.
Der mittlere Durchmesser des Asteroiden wurde mit 7,243 km (±0,108) berechnet, die Albedo mit 0,071 (±0,007).
(9272) Liseleje wurde am 9. Februar 2009 nach Liseleje benannt, einer dänischen Ortschaft auf der Insel Seeland.